# П'яцца-аль-Серкьо
П'яцца-аль-Серкьо (італ. Piazza al Serchio) — муніципалітет в Італії, у регіоні Тоскана,  провінція Лукка.
П'яцца-аль-Серкьо розташовані на відстані близько 310 км на північний захід від Рима, 90 км на північний захід від Флоренції, 45 км на північний захід від Лукки.
Населення — 2402 особи (2014).

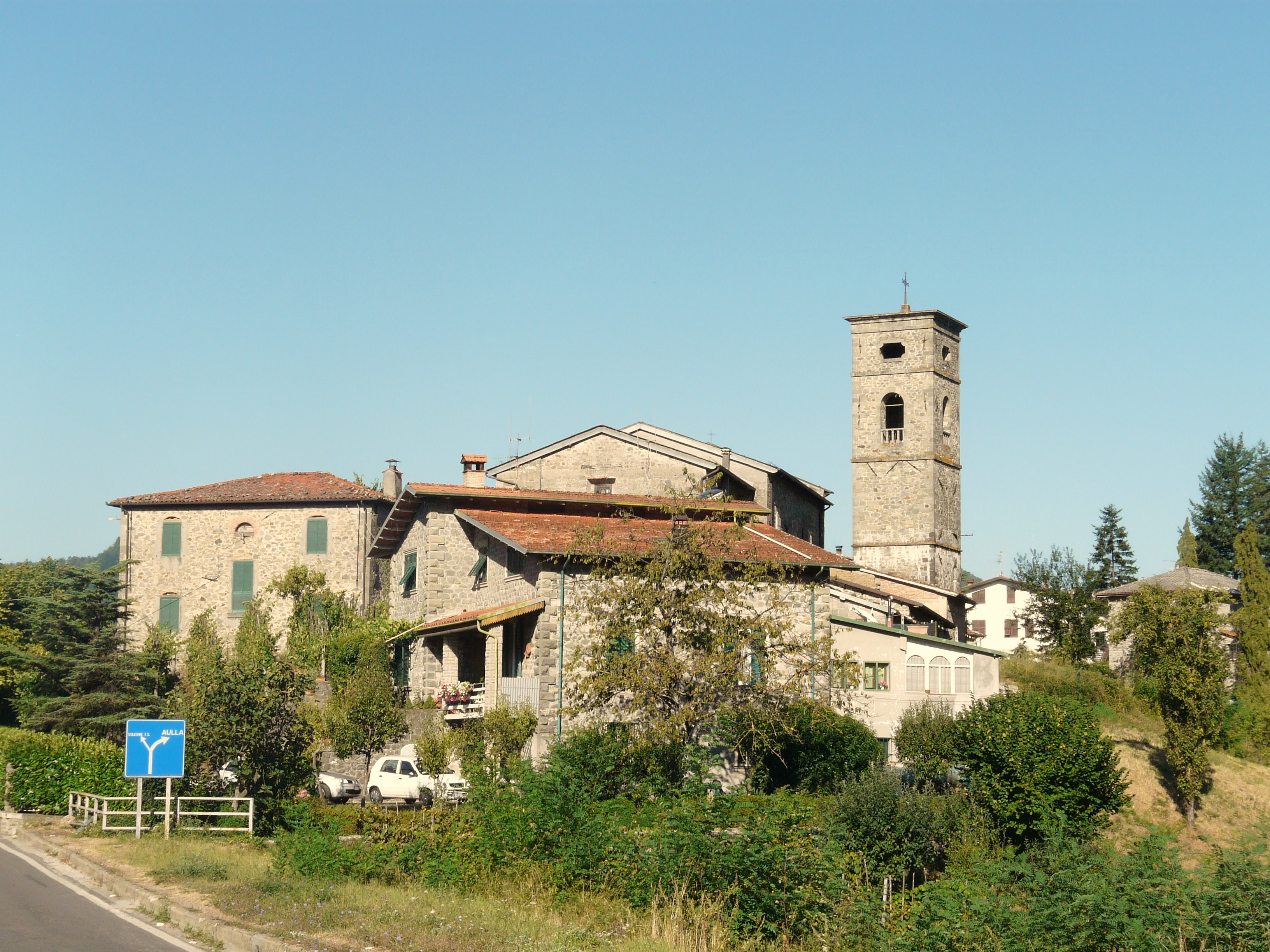

Щорічний фестиваль відбувається 29 червня. Покровитель — Петро (апостол).

## Демографія
Населення за роками:

Станом на 1 січня 2023 року в муніципалітеті офіційно проживало 67 іноземців з 17 країн, серед них 46 громадян країн Євросоюзу.

## Сусідні муніципалітети
- Кампорджано
- Мінуччано
- Сан-Романо-ін-Гарфаньяна
- Сіллано-Джункуньяно